# Distrito de Purús
El distrito del Purús es el único que conforma la provincia de Purús ubicada en el departamento del Ucayali en el Oriente del Perú. 
La capital del distrito es la localidad de Puerto Esperanza y su nombre proviene del río Purús que atraviesa su territorio de norte a sur.
El distrito y la provincia del Purús son coterritoriales por lo que la administración de ambas divisiones recae en una sola institución, la Municipalidad Provincial de Purús.
Desde el punto de vista jerárquico de la Iglesia católica forma parte de la Vicariato Apostólico de Puerto Maldonado

## Demografía
En este distrito de la Amazonia peruana habita la etnia pano. Se trata de grupos sharanahua autodenominados "Onicoin" y "Yura".

## Autoridades

### Municipales
- 2015 - 2018[3]
  - Alcalde: Domingo Ríos Lozano, de Ucayali Región con Futuro.
  - Regidores:

  1. Alfredo Del Águila Melendez (Ucayali Región con Futuro)
  2. Juan Torres Nacimento (Ucayali Región con Futuro)
  3. Milagros Melendez Montes (Ucayali Región con Futuro)
  4. Juan Rodríguez Araujo (Ucayali Región con Futuro)
  5. Juan Richard Barja Ñaupari (Movimiento Independiente Regional Cambio Ucayalino)